# عید پاک

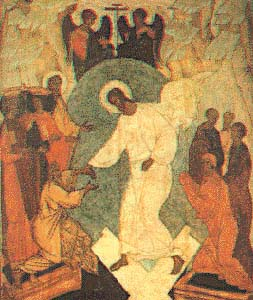
شمایلی از سده ۱۶ مربوط به مذهب ارتودکس روسی که در آن رستاخیز عیسی مسیح ترسیم شده است.

عید پاک (به فرانسوی: Pâques) یکی از روزهای تعطیل در یکشنبه‌ای از ماه مارس یا آوریل است. مسیحیان بر این باورند که در این روز عیسی مسیح پس از اینکه به صلیب کشیده شده دوباره برخاست و از این رویداد به‌عنوانِ رستاخیز مسیح یاد می‌کنند.
عید پاک در پایان هفتهٔ مقدسی است که عیسی وارد اورشلیم می‌شود و توسط سربازان رومی دستگیر و پس از تحمل مصائب و سختی‌ها بر فراز تپه گلگتا در اورشلیم مصلوب می‌شود. زمان این عید، برخلاف سایر اعیاد و مراسم، ثابت نیست و هر سال میان ۲۲ مارس (۲ فروردین) تا ۲۵ آوریل (۵ اردیبهشت) تغییر می‌کند و به اولین یکشنبه بعد از ماه کامل پس از اعتدال بهاری می‌افتد.

## بزرگ‌ترین عید مسیحیان
برای مسیحیان، عید پاک با رستاخیز و قیام مسیح پیوند خورده است. طبق انجیل عهد جدید، عیسی مسیح دو روز پیش از روز فصح به صلیب کشیده شد، و روز سوم، در یکشنبه‌ای که ماه به حالت قرص تمام بود، از قبر برخاست، چهل روز در زمین زندگی کرد و بعد به آسمان رفت. مسیحیان نخستین، که در جامعه‌ای یهودی می‌زیستند، جشن رستاخیز پیشوای خود را همزمان با مراسم عید فصح برپا می‌کردند. در سال ۳۲۵ و پس از آن که مسیحیت توسط دولت روم دین رسمی شناخته شد، پدران کلیسا، عید قیام مسیح را از عید فصح یهود جدا کردند، و آن را با روایات مسیحی هماهنگ ساختند. بدین ترتیب اولین یکشنبه بعد از برآمدن ماه کامل پس از رسیدن خورشید به برج حمل را روز قیام دانستند، که می‌تواند میان دوم فروردین تا پنجم اردیبهشت (۲۲ مارس تا ۲۵ آوریل) قرار گیرد.
در این روز مؤمنان برای نماز و عبادت به کلیسا می‌روند و به همراه دیگران سرودها و اوراد دینی می‌خوانند.

## شام آخر
شامگاه پنجشنبه عیسی حواریون را فرا خواند تا با او شام بخورند. در این مهمانی، او به آنها نان و شراب عرضه کرد، سپس برای آنها سخنرانی کرد و خبر داد که به زودی دستگیر خواهد شد. پس از پایان شام، بر اساس روایات، یکی از حواریون، به نام یهودای اسخریوطی، مخفیانه به نزد حاکمان رومی رفت و در ازای پولی ناچیز مخفیگاه مسیح را به آنها لو داد و زمینه دستگیری او را فراهم کرد. در پایان شب، وقتی حواریون به بستر خواب رفتند، مسیح با دو تن از یارانش به بالای کوه زیتون رفت و به مناجات پرداخت و دانست که عقوبتی سخت در انتظار اوست. سحرگاه جمعه، آدینه نیک سربازان رومی مسیح را در موضعی به نام باغ جتسمانی دستگیر کردند و به مقر فرماندهی بردند. حاکمان رومی اورشلیم، به تحریک رؤسای کاهنان و مشایخ قوم یهود، مسیح را پس از شکنجه و آزار فراوان، واداشتند که صلیبی سنگین را بر روی دوش تا بالای تپه گلگتا حمل کند. به این مناسبت جمعه نیک روز سوگواری است. پیروان کلیسا در این روز معمولاً از خوردن گوشت پرهیز می‌کنند. در این روز هم سبزی‌خواری و هم سبزه‌کاری توصیه شده است. روز شنبه را که روز خاکسپاری مسیح است، اهل کلیسا به عبادت و تأمل و خویشتن‌داری برگزار می‌کنند. مسیحیان در روز شنبه مقدس معمولاً به خانه‌تکانی، خرید، آشپزی و تدارک بساط روز عید پاک مشغول هستند. مطابق روایت، در سومین روز پس از تصلیب، یاران و نزدیکان مسیح سپیده‌دم به مدفن او رفتند تا جسد را تدفین کنند، اما عیسی را نیافتند و دانستند که به سوی خداوند رفته است.

## آداب و رسوم
روزهای یکشنبه و دوشنبه در همه خانه‌ها جشن برگزار می‌شود، که با شادمانی، بزم و می‌گساری همراه است. از مهم‌ترین غذاهای عید پاک گوشت بره است و در بسیاری از کشورها وعدهٔ اصلی غذای یکشنبه عید پاک را تشکیل می‌دهد که اشاره به بره خدا دارد. از رسوم بسیار رایج در عید پاک همچنین درست کردن کیک پاسکا، رنگ کردن تخم مرغ و خوردن آن است. در طول چلهٔ روزه از مصرف تخم‌مرغ و برخی مواد دیگر خوراکی پرهیز می‌شود، ولی مرغ‌ها در این مدت تخم گذاشتن را متوقف نمی‌کنند، بنابراین برای جلوگیری از خراب شدن در پایان روزه باید سریع مصرف شوند. گذشته از آن تخم‌مرغ خود سمبل زایش و جاودانگی است. در برخی از کشورهای اروپای مرکزی و آمریکای شمالی عید پاک با خوردن تخم‌مرغ و ژامبون جشن گرفته می‌شود به این دلیل که خوک سمبل شانس در دورهٔ پیش از مسیحیت اروپا بوده است. خوک معمولاً در ابتدای پائیز سلاخی، پرورده و دودی شده و منبع مهم تغذیه در طول زمستان است؛ ژامبون تا ابتدای بهار ماندگاری دارد.
روز عید پاک به ویژه بچه‌ها تخم مرغ‌های رنگین را، که خرگوش در گوشه و کنار باغ پنهان کرده، پیدا می‌کنند و با لذت می‌خورند. رنگ کردن تخم‌مرغ، سنتی دیرین است و احتمالاً اشاره به هنر رنگرزی عیسی مسیح دارد که جامه‌ها را به هر رنگی که می‌خواست درمی‌آورد. چنان‌که خاقانی هم در در قطعاتی به آن اشاره کرده است:
| عیسی به حکم رنگرزی بر مصیبتش |  | نزدیک آفتاب لباس سیاه برد |

یا در جایی دیگر:
| عیسی از معجزه برسازد رنگ |  | او چه محتاج به نیل و بقم است |

## نگارخانه

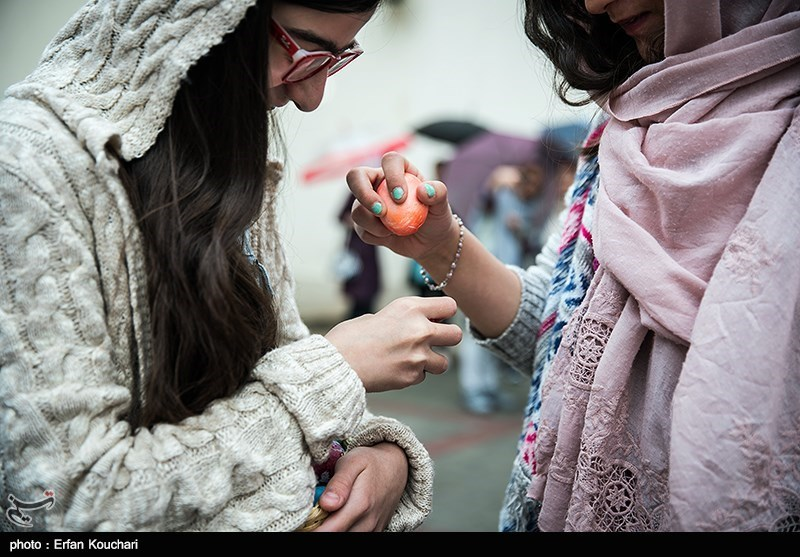
مراسم عید پاک در تهران ۲۰۱۷
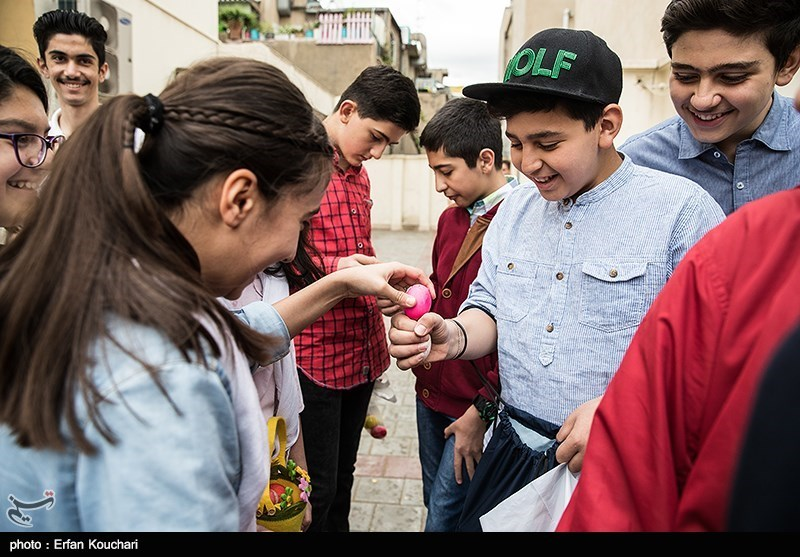
مراسم عید پاک در تهران ۲۰۱۷
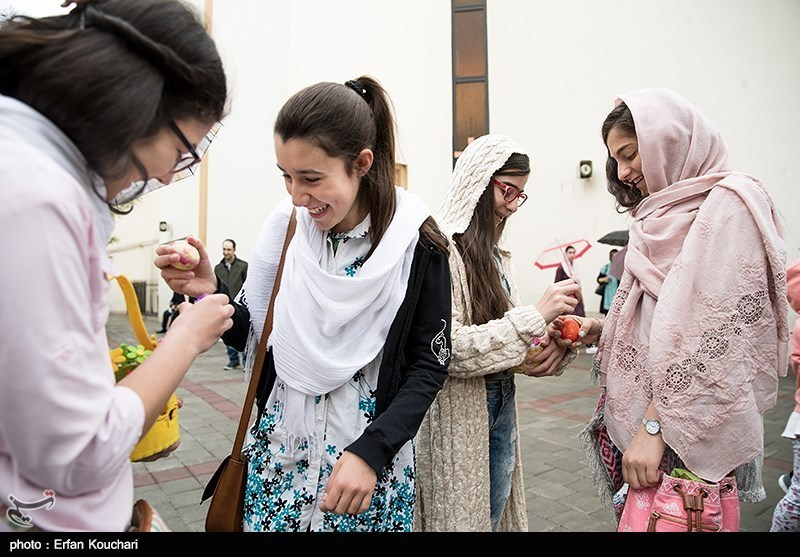
مراسم عید پاک در تهران ۲۰۱۷
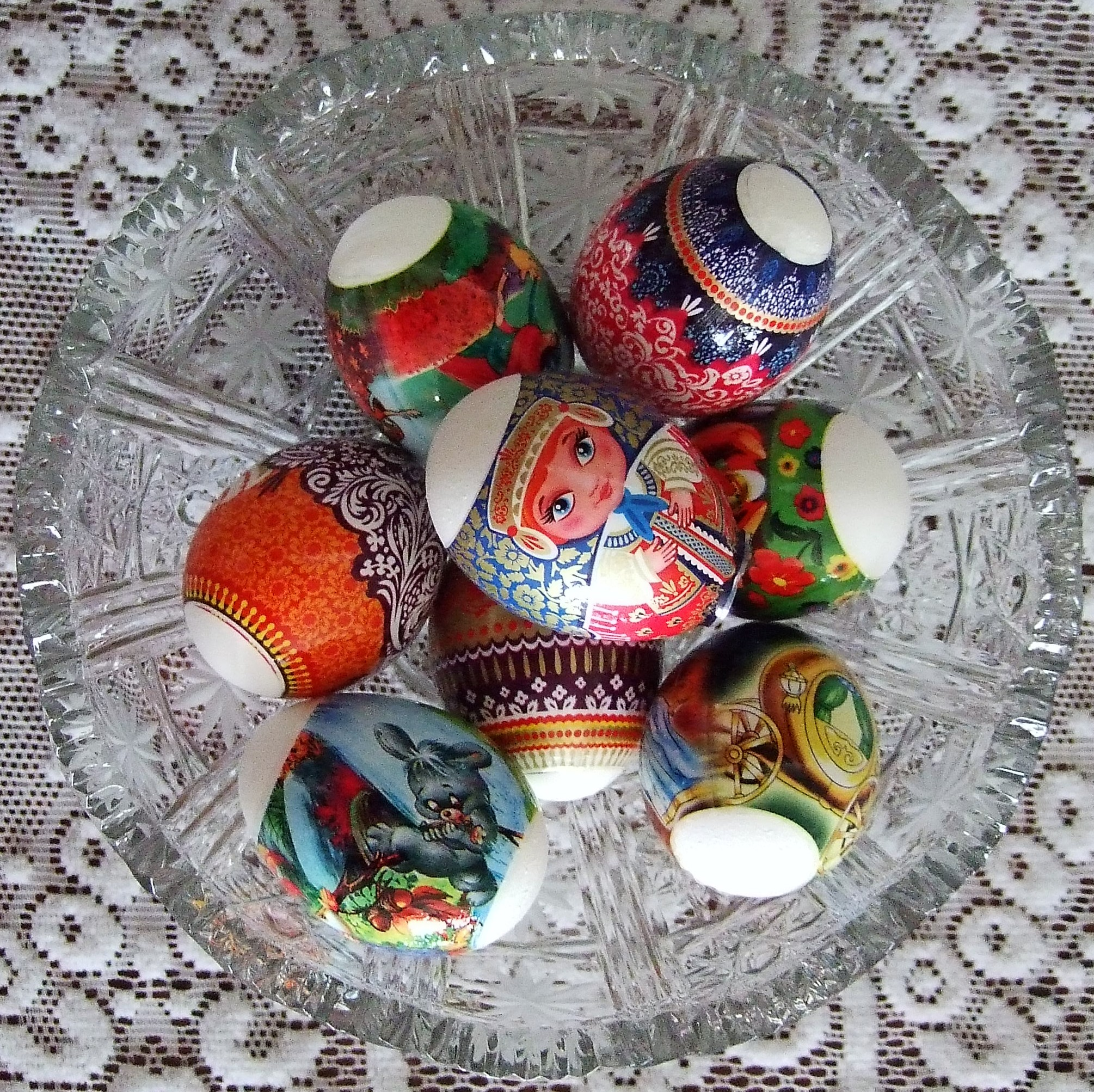
تخم‌مرغ رنگی
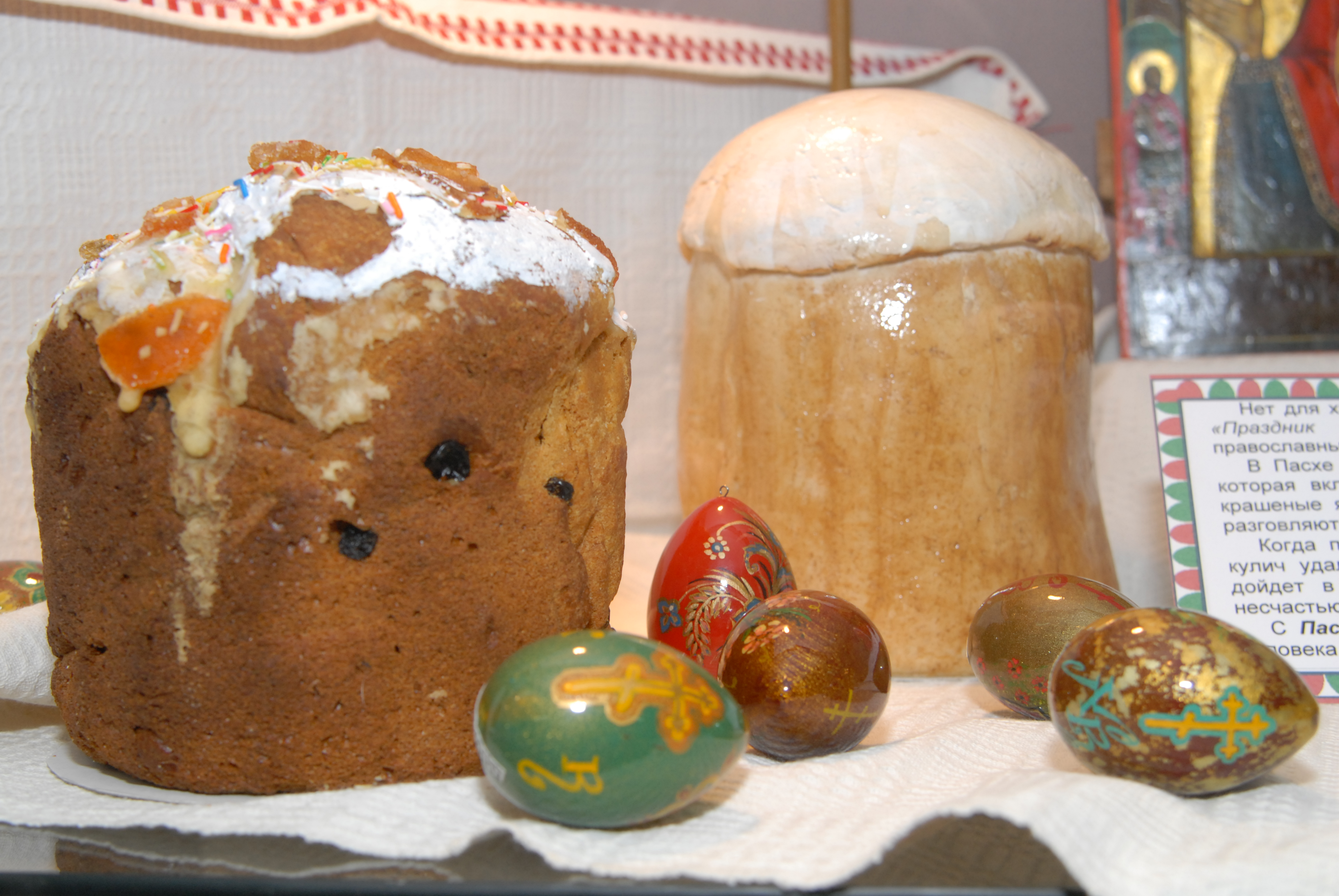
پاسکا